# Elisiário José Barbosa
Elisiário José Barbosa (Bahia, 27 de setembro de 1830 — Rio de Janeiro, 16 de junho de 1909) foi um almirante brasileiro. Foi ministro da Marinha do Brasil, de 15 de novembro de 1894 a 21 de novembro de 1896 durante o governo do presidente Prudente de Morais.

## Carreira militar
Elisiário José Barbosa nasceu no estado da Bahia no dia 27 de setembro de 1830, filho de Anacleto José Barbosa e de Maria Joaquina Alves dos Santos. Ainda jovem ingressou na Marinha do Brasil, tornando-se aspirante a guarda-marinha em 13 de março de 1843 e reconhecido guarda-marinha em 22 de dezembro de 1848. Foi promovido a segundo-tenente em 9 de janeiro de 1851, a primeiro-tenente em 2 de dezembro de 1856, a capitão-tenente em 13 de janeiro de 1866, a capitão de fragata em 21 de janeiro de 1867 e a capitão de mar e guerra em 9 de dezembro de 1867, teve participação destacada na Guerra do Paraguai (1864-1870). 
Elisiário José Barbosa foi considerado um dos heróis da batalha do Riachuelo, uma das mais importantes da Guerra do Paraguai, travada às margens do arroio Riachuelo, na província de Corrientes, na Argentina. Por sua atuação na guerra, foi condecorado com várias medalhas como do Mérito Militar, da Campanha do Prata, da Campanha Oriental, da Campanha do Paraguai e do Combate Naval do Riachuelo. Foi ainda condecorado como comendador da Imperial Ordem de Cristo e oficial da Imperial Ordem do Cruzeiro, Imperial Ordem da Rosa como cavaleiro e oficial, também grã-cruz na Imperial Ordem de São Bento de Avis, além de várias outras condecorações. Em 27 de dezembro de 1875 foi promovido a chefe de divisão, já em 31 de dezembro de 1880 foi promovido a chefe de esquadra, em 9 de julho de 1883 foi promovido a vice almirante graduado e em 17 de fevereiro de 1883 foi nomeado conselheiro do Conselho Supremo Militar e de Justiça, cargo em que tomou posse em 28 de fevereiro. Após a proclamação da República dois meses depois, em 8 de janeiro de 1890 foi promovido a almirante.

## Historia
No transcurso de sua carreira militar-naval cumpre destacar a importante participação em diversos momentos da Campanha da Guerra da Tríplice Aliança (1864-1870), especialmente enquanto comandante da Canhoneira Mearim nos combates em Corrientes e durante a Batalha Naval do Riachuelo. Tomou parte também nas passagens de Mercedes e Cuevas e foi o último Comandante-em-Chefe da Esquadra em Operações de Guerra no Paraguai. Entre os navios que comandou, além da Canhoneira Mearim, merecem destaque a Fragata Amazonas e o Encouraçado Tamandaré. Nesse último, durante as ações para a passagem da Fortaleza de Curupaiti, em 15 de agosto de 1867, foi gravemente ferido por um disparo da artilharia paraguaia e teve seu navio severamente avariado, ficando então sem condições de navegar e, consequentemente, ao sabor do canhoneio inimigo. O Tamandaré somente conseguiu sair daquela difícil situação com o auxílio do Encouraçado Silvado que, sob o comando do Capitão-Tenente Justino José de Macedo Coimbra, ao perceber as condições do Tamandaré, foi em seu socorro e rebocou-o até completar a passagem pela fortificação inimiga. Em decorrência do ferimento sofrido naquele combate, o então capitão de fragata Elisiário José Barbosa teve seu braço esquerdo amputado, sendo levado à corte para tratamento. Recuperado, retornou ao teatro de operações ainda em fevereiro de 1868, onde desempenhou, sucessivamente, as funções de chefe das 3ª e 2ª Divisões da Esquadra em Operações e, por fim como já mencionado, último Comandante em Chefe da Esquadra em Operações de Guerra no Paraguai.
Ainda durante o Império, ocupou o cargo de Conselheiro no Conselho Supremo Militar e de Justiça, trabalhou com o Almirante Tamandaré e com o Barão da Passagem na comissão das Medalhas de Mérito e presidiu comissão constituída, por ordem de Tamandaré, com a finalidade de levar a cabo a reorganização material da Armada, em 1881. Já na República, presidiu a comissão encarregada por elaborar um plano para a reforma da Escola Naval, em 1890. Ocupou ainda o cargo de Ministro do Supremo Tribunal Militar e foi Ministro da Marinha de 15 de novembro de 1894 a 21 de novembro de 1896, parte do governo do Presidente Prudente de Morais.
Durante a gestão do almirante Elisiário José Barbosa no Ministério da Marinha, dentre outros melhoramentos em estabelecimentos navais, sobressaem as inaugurações dos Faróis de Camocim, no Estado do Ceará, e de Rio Doce, além da incorporação à Esquadra do Cruzador Barroso, dos Avisos-Fluviais Tefé e Tocantins, dos Cruzadores-Torpedeiros Tupi e Timbira e do Transporte Carlos Gomes.

## Carreira[2]

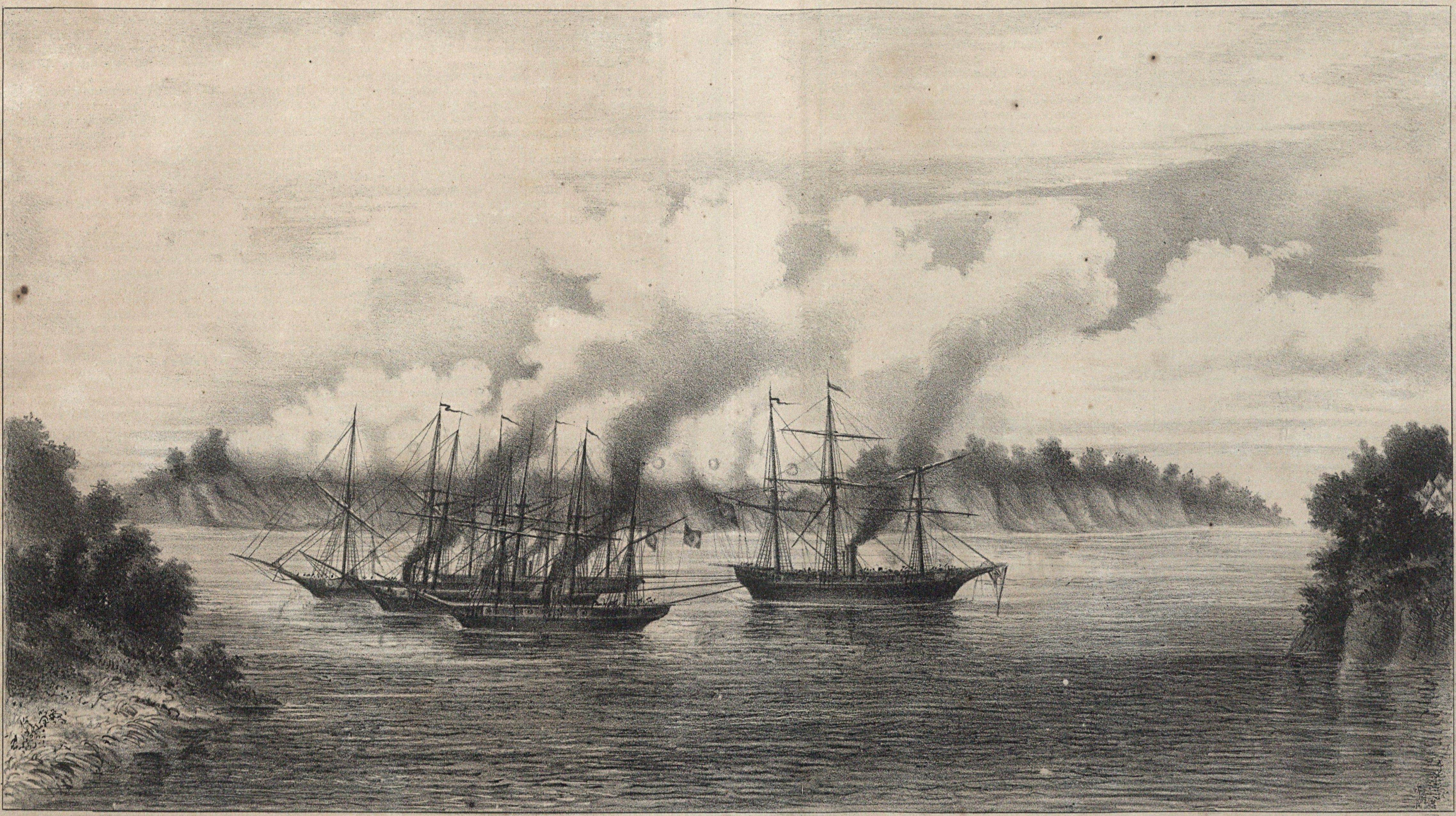
Os vapores Ipiranga (com. Álvaro de Carvalho), Mearim (com. Barbosa), Araguari (com. Hoonholtz) e Iguatemi (com. Coimbra), trabalhando em desencalhar o Jequitinhonha

- Praça de Aspirante a Guarda-Marinha: 13 de março de 1843
- Guarda-Marinha: 22 de dezembro de 1848
- Segundo-Tenente: 9 de janeiro de 1851
- Primeiro-Tenente: 2 de dezembro de 1856
- Capitão-Tenente: 13 de janeiro de 1866
- Capitão de Fragata: 21 de janeiro de 1867
- Capitão de Mar e Guerra: 9 de dezembro de 1867
- Chefe de Divisão: 27 de dezembro de 1875
- Chefe de Esquadra: 31 de dezembro de 1880
- Vice-Almirante Graduado: 9 de julho de 1883
- Almirante: 8 de janeiro de 1890

### Reforma
- 26 de setembro de 1898

## Comandos
- Corpo de Imperiais Marinheiros
- Fragata Amazonas
- Canhoneira Mearim
- Canhoneira Maracanã
- Canhoneira Ipiranga
- Corveta Bahiana
- Corveta D. Januária
- Encouraçado Lima Barros
- Encouraçado Tamandaré
- Terceira Divisão da Esquadra em Operações
- Segunda Divisão da Esquadra em Operações
- Comando em Chefe da Esquadra em Operações no Paraguai
- Divisão Naval do Rio da Prata
- Primeiro Distrito da Corte
- Capitania dos Portos do Rio de Janeiro
- Escola Naval
- Supremo Tribunal Militar
- Ministério da Marinha

## Comissões
- Brigue-Barca Berenice
- Brigue Calíope
- Brigue Capeberibe
- Brigue Olinda
- Corveta Bertioga
- Corveta Jequitinhonha
- Corveta Euterpe
- Fragata Paraguassu
- Fragata Constituição
- Transporte Golfinho
- Conselho Naval
- Estado-Maior General da Armada

## Condecorações
- Imperial Ordem da Rosa (Cavaleiro e Oficial)
- Imperial Ordem de Cristo (Comendador)
- Imperial Ordem do Cruzeiro (Oficial)
- Imperial Ordem de São Bento de Avis (Grã-Cruz)
- Medalha da Campanha Naval do Rio da Prata
- Medalha da Campanha Naval Oriental
- Medalha do Combate de Riachuelo
- Medalha do Combate de Corrientes
- Medalha do Mérito Militar
- Medalha Argentina da Campanha do Paraguai
- Medalha Brasileira da Campanha do Paraguai